# David Van Tieghem
Pour les articles homonymes, voir Van Tieghem (homonymie).
David Van Tieghem, né le 21 avril 1955 à Washington, est un musicien américain, percussionniste, compositeur, artiste de performance et sound designer.

## Biographie
Durant les années 1970, David Van Tieghem travaille à son compte avec de très nombreux artistes : Steve Reich & Musicians, Laurie Anderson, Brian Eno & David Byrne, Arthur Russell, the Broadway musical « Smokey Joe's Cafe », the Manhattan Percussion Ensemble, Stevie Nicks, Howard Shore, Jon Gibson, Talking Heads, Robert Fripp, Scott Johnson, Robert Gordon, Duran Duran, Ryūichi Sakamoto, Sergueï Kouriokhine, Pink Floyd, Mike Oldfield, John Cale, Chris Spedding, Richard Peaslee, Twyla Tharp, Elliott Murphy, Nona Hendryx, Arto Lindsay, Bob Clearmountain, Jerry Harrison, Yoshiko Chuma & the School of Hard Knocks, Adrian Belew, Merce Cunningham, Graciela Daniele, Bill T. Jones / Arnie Zane Dance Company, the Big Apple Circus, Bill Laswell, Ned Sublette, Tony Williams, Lenny Pickett, Michael Nyman, David Moss, John Zorn, Anton Fier, the Golden Palominos, Robert Ashley, et Peter Gordon's Love of Life Orchestra...